# Fladnitz an der Teichalm
Pour les articles homonymes, voir Fladnitz.
Fladnitz an der Teichalm est une commune autrichienne du district de Weiz en Styrie.